# Кацай Василь Іванович
Кацай Василь Іванович (1928–1999) - бригадир мулярів домобудівельного комбінату № 2 тресту “Дніпроміськбуд”, почесний громадянин м.Дніпропетровськ.

## Життєпис
Бригада, очолювана ним, споруджувала багатоповерхові будинки на проспекті Ю.Гагаріна, Набережній, житлових масивах Сонячний, Перемога, Сокіл  та інших. Досвід швидкісного зведення стін високої якості передавав молодим будівельникам міста. 

## Нагороди та відзнаки
- орден Леніна
- орден Трудового Червоного Прапора
- почесне звання "Почесний громадянин м.Дніпропетровськ" (1980)